# Бензалкония хлорид
Бензалкония хлорид — антисептическое лекарственное средство, оказывает также противогрибковое, вирулицидное, антипротозойное, местное контрацептивное (спермицидное) действие; инактивирует вирусы, вызывающие простой герпес (Herpes simplex). Бензалкония хлорид был синтезирован Герхардом Домагком в 1935 году. Является смесью различных хлористых соединений бензалкония, представляющих бензольное ароматическое кольцо и боковую цепь от С8 до С18, причём цепь С14 обладает наиболее выраженными бактерицидными свойствами.

## Физические свойства
Белый, с небольшой желтизной, аморфный порошок. Очень хорошо растворим в воде, спирте, ацетоне; незначительно растворим в бензоле; почти нерастворим в эфире.

## Фармакологическое действие
Проявляет бактерицидную активность в отношении стафилококков, стрептококков, грамотрицательных бактерий (кишечной и синегнойной палочек, протея, клебсиеллы и др.), анаэробных бактерий, грибов и плесеней. Действует на штаммы бактерий, устойчивых к антибиотикам и др. химиотерапевтическим лекарственным средствам; подавляет плазмокоагулазу и гиалуронидазу стафилококков. Предупреждает вторичное инфицирование ран госпитальными штаммами микроорганизмов. Сперматоцидное действие обусловлено способностью повреждать мембраны сперматозоидов (вначале жгутиков, затем головки), что обусловливает невозможность оплодотворения поврежденным сперматозоидом. Активность начинается с концентрации 0,003 % и достигает максимума при концентрации 0,005 %, при которой наступает тотальное разрушение сперматозоидов за 20 секунд. Наблюдение под микроскопом показывает мгновенное действие на сперматозоиды, которое превосходит в четыре раза действие ноноксинола-9. Высокая эффективность бензалкония хлорида объясняется его способностью выстилать вагинальную слизистую и зависит от соблюдения правил применения его лекарственных форм. Эффект развивается через 8-10 мин (таблетки), 5 мин (вагинальные свечи), 3 мин (крем) или немедленно после введения во влагалище (тампон). in vitro активен в отношении Neisseria gonorrhoeae, Chlamydia spp., Trichomonas vaginalis, Human herpesvirus 2, Staphylococcus aureus. Не оказывает действия на Mycoplasma spp. и слабо действует на Gardnerella vaginalis, Candida albicans, Haemophilus ducreyi и Treponema pallidum. In vivo проявляет некоторую активность в предупреждении некоторых заболеваний, передающихся половым путём. Было показано, что бензалкония хлорид способен уничтожать лактобактерии, входящие в состав нормальной микробиоты влагалища. В концентрации 0,01 % бензалкония хлорид угнетает рост L. crispatus, L. jensenii, L. gasseri и L. plantarum. Минимальные ингибирующие концентрации (МИК) бензалкония хлорида к лактобактериям L. crispatus, L. jensenii и L. gasseri составляют менее 0,07 мг/мл, что даже меньше, чем МИК большинства антибиотиков по отношению к указанным лактобактериям.

## Фармакокинетика
Практически не всасывается при интравагинальном введении, удаляется простым подмыванием водой и с нормальными физиологическими выделениями.

## Показания
Для наружного применения. Раствор — первичная и первично-отсроченная обработка ран, профилактика вторичного инфицирования ран госпитальными штаммами микроорганизмов (травмы мягких и костных тканей, ожоги), гнойные раны, дренирование костных полостей после операции при остеомиелите. Масса густая — поверхностный термический ожог, трофическая язва, длительно не заживающие раны мягких тканей (в том числе инфицированные), гнойно-воспалительные заболевания кожи на фоне сахарного диабета; парапроктит. Для интравагинального применения — местная контрацепция для женщин репродуктивного возраста (наличие противопоказаний к применению пероральных контрацептивов или внутриматочных контрацептивов; послеродовой период, период лактации; период после прерывания беременности; пременопаузный период; необходимость эпизодического предохранения от беременности; пропуск или опоздание в приёме постоянно используемых пероральных контрацептивов); промывание мочевого пузыря, мочеиспускательного канала; себорейный дерматит; орошение влагалища. Дезинфекция помещений и изделий медицинского назначения.

## Противопоказания
Гиперчувствительность, дерматит, злокачественные новообразования кожи, кровоточащая рана. Для интравагинального применения — кольпит, изъязвление и раздражение слизистой оболочки влагалища и матки.

## Побочные эффекты
Аллергические реакции, контактный дерматит.

## Особые указания
Для повышения эффективности необходимо тщательное соблюдение способа применения препарата. Возможно применение совместно с влагалищной диафрагмой или внутриматочными контрацептивами. Избегать обмывания или орошения влагалища мыльной водой, так как мыло разрушает активную субстанцию препарата (наружный туалет возможен только чистой водой). Вредного действия на течение беременности не оказывает. Не выделяется с грудным молоком, может применяться в период лактации.
При применении в качестве наружного антисептика в сочетании с другими средствами следует учитывать, что йод дезактивирует препарат.